# Eragrostis perplexa
Eragrostis perplexa är en gräsart som beskrevs av L.H.Harv. Eragrostis perplexa ingår i släktet kärleksgrässläktet, och familjen gräs. Inga underarter finns listade i Catalogue of Life.